# 나문재아과
나문재아과(---亞科, 학명: Suaedoideae 수에도이데아이[*])는 비름과의 아과이다.

## 하위 분류
| 나문재족(Suaedeae Moq.) - 나문재속(Suaeda Forssk. ex J.F.Gmel.) | 비네르티아족(Bienertieae Ulbr.) - 비네르티아속(Bienertia Bunge ex Boiss.) |

## 같이 보기
- 염생식물